# Spoortunnel Zevenaar
De tunnel door Zevenaar is onderdeel van de Betuweroute en ligt in Zevenaar evenwijdig aan het bestaande spoor van Arnhem naar Emmerik. De tunnel is zodanig ontworpen dat er makkelijk uitgebreid kan worden mocht de HSL-Oost daadwerkelijk aangelegd gaan worden. De tunnel gaat onder de straten Methen, Ringbaan-Zuid en Kerkstraat door.

## Ontwerp en bouwwijze
De spoorlijn gaat bij de Groessenseweg ten westen Zevenaar onder het maaiveld en komt aan de oostrand van Zevenaar weer naar boven, om daar aan te sluiten op de spoorlijn van Arnhem naar Emmerik. Om ook een tunnel voor de HSL-Oost te kunnen garanderen, is de tunnel een stuk naast het bovengrondse spoor gelegd, met het idee dat een mogelijke HSL-tunnel tussen die twee lijnen ingeklemd gaat worden.
De tunnel bestaat uit twee buizen met elk een spoor. De tunnel is 13,5 meter breed en over een lengte van 1500 meter is deze gesloten, met open toeritten van beide 350 meter lengte. Het dak van de tunnel ligt circa 1 meter onder het maaiveld, terwijl het spoor 8 meter lager ligt.
Het grondpakket onder Zevenaar bestaat uit een zandlaag tot op grote diepte, hierboven bevindt zich een 2,5 meter dikke, siltige kleilaag. De omringende bebouwing is op deze laag gefundeerd, en deze minimale fundering maakt een droge bouwput onwenselijk, daar er dan te veel zettingen zouden optreden. Er is daarom gekozen voor een aanleg met een natte bouwkuip en gebruik van onderwaterbeton, gefundeerd op vibro-/combinatiepalen en damwanden.